# Alpha Lupi

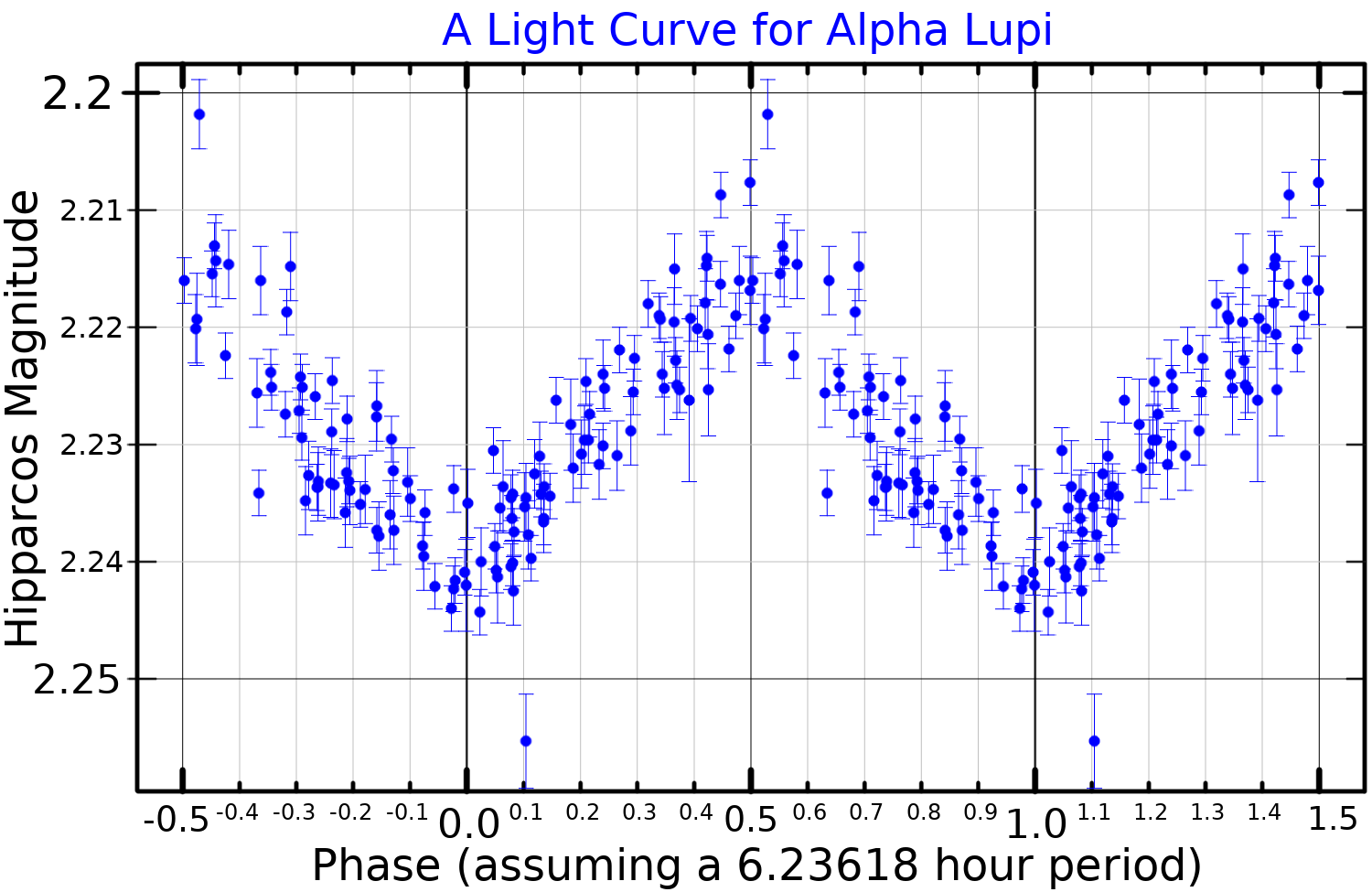
Lichtkromme van Alpha Lupi

Alpha Lupi is de helderste ster in het sterrenbeeld Wolf. Door zijn magnitude van 2,3 is hij goed met het blote oog te zien. Alpha Lupi bevindt zich op 460 lichtjaren van de Aarde. De ster is een reuzenster met de magnitude van B1,5 III. De ster is licht veranderlijk (het is een Beta Cephei-veranderlijke), met een verschil in magnitude van 0,03, wat gelijkstaat aan 3% van zijn totale helderheid.